# Proszów (Lubusz)
Pour les articles homonymes, voir Proszów.
Proszów (prononciation : [ˈprɔʂuf]) est une localité polonaise de la gmina de Brody dans le powiat de Żary de la voïvodie de Lubusz dans l'ouest de la Pologne.
Elle se situe à environ 6 kilomètres au sud-est de Brody (siège de la gmina), 26 kilomètres au sud-ouest de Żary (siège de le powiat) et 52 kilomètres au sud-ouest de Zielona Góra (siège de la diétine régionale).
La localité comptait approximativement une population de 25 habitants en 2006.

## Histoire
Le nom allemand de la localité était Drahthammer.
Après la Seconde Guerre mondiale, avec les conséquences de la Conférence de Potsdam et la mise en œuvre de la ligne Oder-Neisse, le territoire de la localité est intégré à la République populaire de Pologne. La population d'origine allemande est expulsée et remplacée par des polonais.
De 1975 à 1998, la localité est attachée administrativement à la voïvodie de Zielona Góra.

Depuis 1999, elle fait partie de la voïvodie de Lubusz.